# Ofen in Ste-Geneviève (Diant)

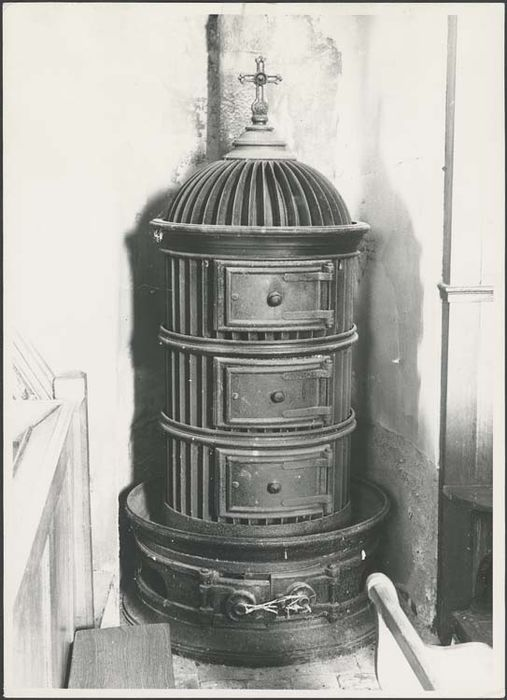
Ofen in der Kirche Ste-Geneviève in Diant

Der Ofen in der Kirche Ste-Geneviève in Diant, einer französischen Gemeinde im Département Seine-et-Marne in der Region Île-de-France, wurde im 19. Jahrhundert geschaffen. 
Im Jahr 1979 wurde der runde Heizofen als Monument historique in die Liste der geschützten Objekte (Base Palissy) in Frankreich aufgenommen.
Der 1,60 Meter hohe Ofen aus Gusseisen hat drei kleine Türen, die übereinander angeordnet sind. Er wird oben auf seinem runden Abschluss von einem Kreuz bekrönt.  